# 1998 en Tunisie
Chronologie de la Tunisie
- 1994
- 1995
- 1996
- 1997
- 1998
- 1999
- 2000
- 2001
- 2002

Cet article présente les faits marquants de l'année 1998 en Tunisie ou relatifs à la Tunisie.

## Événements
- 11 février : le vice-président de la Ligue tunisienne des droits de l'homme, Khemaïs Ksila, est condamné à trois ans de prison.
- 1er mars : l'accord d'association avec l'Union européenne, signé le 17 juillet 1995 et qui doit mener la Tunisie à une complète libéralisation économique d'ici 2008, entre en vigueur après sa ratification par la Belgique (dernier pays européen à parapher le texte).
- 2 juin : la Cour criminelle de Tunis condamne à une peine de vingt ans de prison chacun des deux meurtriers tunisiens de l'ancien vice-Premier ministre socialiste belge André Cools (assassiné le 18 juillet 1991 en Belgique).
- 14-15 juin : des affrontements opposent supporters anglais et tunisiens à Marseille en marge de la coupe du monde de football[1],[2].
- novembre : des étudiants en révolte ferme l'université de Tunis pendant tout le mois ; les meneurs sont arrêtés[3].

## Sports

### Athlétisme
- Championnats de Tunisie d'athlétisme 1998

### Football
- Équipe de Tunisie de football à la Coupe du monde 1998
- Coupe des clubs champions arabes de football 1998
- Supercoupe arabe de football 1998
- Équipe de Tunisie de football en 1998
- Championnat de Tunisie de football 1997-1998
- Championnat de Tunisie de football 1998-1999
- Coupe de Tunisie de football 1997-1998
- Coupe de Tunisie de football 1998-1999

### Handball
- Championnat de Tunisie masculin de handball 1997-1998
- Championnat de Tunisie masculin de handball 1998-1999

### Volley-ball
- Championnat de Tunisie masculin de volley-ball 1997-1998
- Championnat de Tunisie masculin de volley-ball 1998-1999

## Culture
- Demain, je brûle, film tunisien réalisé en 1998 par Mohamed Ben Smaïl (ar).
- 23 avril : le Comar d'or est attribué à :
  - Chems el karamid, ouvrage en langue arabe de Mohamed Ali Yousfi ;
  - Myriam ou le rendez-vous de Beyrouth, ouvrage en français de Souâd Guellouz.

## Naissances en 1998
- Naissance en Tunisie en 1998

## Décès en 1998
- Décès en Tunisie en 1998